# Вайбернем (рудний район)
Вайбернем (англ. Viburnum) — унікальний за запасами свинцю і цинку рудний район в штаті Міссурі (США).

## Історія
Відкритий в 1953 році, освоюється з 1964 року.

## Характеристика
Протяжність понад 70 км у меридіональному напрямі при середній ширині 3 км. Включає родовища стратиформного типу: Вайбернем, Магмонт, Бьюїк, Браш-Крік, Флетчер, Озарк. Родовища приурочені до товщі доломітизованих вапняків верхнього кембрію-нижнього ордовика потужністю 60-135 м. Рудні тіла пластоподібної форми (потужність 1-15, рідше — 30 м, довжина по простяганню до 8 м ширина — до 600 м) залягають на глибині 300—400 м. Запаси руди 1 млрд т при вмісті 2,5-3 % свинцю і 1 % цинку. Сумарні запаси свинцю становлять біля 85-90 % запасів США.

## Технологія розробки
Родовища розробляються шахтним способом. Руда збагачується. Концентрати містять: свинцю 70-78 %, цинку 50-55 %, міді 24-28 %. Попутно добуваються срібло і кадмій. Вилучення з руди свинцю 98 %, цинку 60 %, міді 60 %.